# John Logan (scenarzysta)
John David Logan (ur. 24 września 1961 w San Diego) – amerykański scenarzysta, dramaturg i producent filmowy, trzykrotnie nominowany do Oscara.

## Życiorys
Absolwent Northwestern University, który ukończył w 1983. Pracował jako dramaturg w Chicago, rozpoznawalność przyniosła mu sztuka Never the Sinner poświęcona sprawie Leopolda i Loeba. Największy sukces teatralny odniósł jako autor dramatu Red poświęconego malarzowi Markowi Rothko. Sztukę wyprodukowała w 2009 niezależna londyńska grupa Donmar Warehouse, w 2010 była wystawiana na Broadwayu, uzyskując sześć nagród Tony na siedem nominacji (w tym dla najlepszej sztuki, reżysera i drugoplanowego aktora Eddiego Redmayne'a). W 2013 w Londynie wystawiono jego sztukę Peter and Alice z udziałem Judi Dench i Bena Whishawa, a w tym samym roku na Broadwayu I'll Eat You Last: A Chat with Sue Mengers z udziałem Bette Midler.
Jako scenarzysta telewizyjny debiutował w jednej z produkcji filmowych w 1996. Jako scenarzysta lub współautor scenariusza pracował przy takich produkcjach jak Męska gra, Obywatel Welles, Star Trek: Nemesis, Wehikuł czasu, Ostatni samuraj i Koriolan. Za Gladiatora, Aviatora oraz Hugo i jego wynalazek był nominowany do Nagrody Akademii Filmowej, za pierwsze dwie pozycje również do Nagrody Brytyjskiej Akademii Filmowej. Współtworzył scenariusz do filmów o przygodach Jamesa Bonda (Skyfall i Spectre). Jest także twórcą serialu telewizyjnego Dom grozy, w którym główne role zagrali Josh Hartnett, Eva Green i Timothy Dalton.

## Filmografia
- 1996: Tornado! (film telewizyjny) – scenariusz
- 1999: Bats – scenariusz, producent wykonawczy
- 1999: Męska gra – scenariusz
- 1999: Obywatel Welles (film telewizyjny) – scenariusz
- 2000: Gladiator – scenariusz
- 2002: Star Trek: Nemesis – scenariusz
- 2002: Wehikuł czasu – scenariusz, koproducent
- 2003: Ostatni samuraj – scenariusz
- 2003: Sindbad: Legenda siedmiu mórz – scenariusz
- 2004: Aviator – scenariusz
- 2007: Sweeney Todd: Demoniczny golibroda z Fleet Street – scenariusz, producent
- 2011: Hugo i jego wynalazek – scenariusz
- 2011: Koriolan – scenariusz, producent
- 2011: Rango – scenariusz
- 2012: Skyfall – scenariusz
- 2014: Dom grozy (serial TV) – scenariusz, pomysłodawca
- 2015: Spectre – scenariusz
- 2016: Geniusz – scenariusz
- 2020: Dom grozy: Miasto Aniołów (serial TV) – scenariusz, pomysłodawca

## Nagrody i nominacje
Nagrody
- 2008: Złoty Glob za najlepszy film komediowy lub musical (Sweeney Todd: Demoniczny golibroda z Fleet Street, jako producent)
- 2010: Tony Award for Best Play (Red)[4]
- 2010: Drama Desk Award for Outstanding Play (Red)[4]

Nominacje
- Nagroda Akademii Filmowej – najlepszy scenariusz oryginalny (2000: Gladiator, 2004: Aviator), najlepszy scenariusz adaptowany (2011: Hugo i jego wynalazek)
- BAFTA – najlepszy scenariusz oryginalny (2000: Gladiator, 2004: Aviator)